# Samuel Amsler
Samuel Amsler (Schinznach-Dorf, 17 de dezembro de 1791 — Munique, 18 de maio de 1849) foi um gravurista suíço.

## Biografia
Amsler nasceu no cantão de Aargau. Estudou sua arte com Johan Heinrich Lips (1758-1817) e com Karl Ernst Hess, em Munique, e a partir de 1816 aperfeiçoou seus estudos na Itália, e principalmente em Roma, até que em 1829 substituiu seu antigo mestre Hess como professor de arte da gravura na academia de Munique.
Os trabalhos que desenhou e gravou são notáveis pela graça das figuras, e pela habilidade maravilhosa com a qual mantém e expressa as características originais das pinturas e estátuas. Foi um admirador apaixonado de Rafael, e obteve grande sucesso na reprodução de suas obras. As gravuras principais de Amsler são: A Marcha Triunfal de Alexandre, o Grande, e um Cristo, a partir das esculturas de Thorwaldsen e Dannecker; as reproduções do Sepultamento de Cristo, e duas Madonas de Raphael, e a União entre a Religião e a Arte, da obra de Overbeck, seu último trabalho, sobre o qual dedicou seis anos.